# Вязовая (Болховский район)
Вя́зовая — деревня в Болховском районе Орловской области России. Административный центр Медведковского сельского поселения.

## География
Деревня находится в северной части Орловской области, в лесостепной зоне, в пределах центральной части Среднерусской возвышенности, на расстоянии примерно 14 км (по прямой) к западу-северо-западу (WNW) от города Болхов, административного центра района. Абсолютная высота — 211 м над уровнем моря.
Часовой пояс
Деревня Вязовая, как и вся Орловская область, находится в часовой зоне МСК (московское время). Смещение применяемого времени относительно UTC составляет +3:00.

## Население
| 2002 | 2010 |
| ---- | ---- |
| 110  | ↘90  |

Половой состав
По данным Всероссийской переписи населения 2010 года в гендерной структуре населения мужчины составляли 48,9 %, женщины — соответственно также 51,1 %.
Национальный состав
Согласно результатам переписи 2002 года, в национальной структуре населения русские составляли 98 % из 110 чел.

## Улицы
- ул. Колхозная,
- ул. Лебедевой,
- ул. Молодёжная[7].